# Clop

Beispiel von einem Clop eines Fan-gemachten My Little Pony-inspirierten Charakters

Clop ist Fan-gemachte Pornografie oder erotische Kunst, Fan-Fiction, Fan-Filme, Fangames und andere Fan-Werke basierend auf der Animationsserie My Little Pony – Freundschaft ist Magie und My Little Pony: Equestria Girls und weiteren Generationen von besagtem Franchise. Es erschien erstmals 2010, sehr kurz nachdem die Sendung erstmals ausgestrahlt wurde.

## Etymologie
Das Wort „Clop“ selbst ist ein Kalauer oder Wortspiel, basierend auf dem Slangwort „fap“. Das Wort wird auch als Verb benutzt, um Masturbation als „clopping“ oder „cloppen“ zu bezeichnen. Andere verwandte Begriffe sind clop-fic für erotische Literatur/Slash, fokussiert auf My Little Pony-Charaktere und Clopper für eine Person, die diese Art von Material genießt.

## Geschichte
Als Unterkategorie von Brony-Fandom, Furry-Fandom oder beidem, erschien My Little Pony-inspirierte erotische Fankunst 2012 erstmals im Web. Die meisten der Fan-Fiction-Geschichten fokussieren sich auf Romantik zwischen den Charakteren, statt auf sexuelle Erregung. Das Thema hat wissenschaftliche Aufmerksamkeit erhalten. Manche im Fandom verpönen das „Clopping“ (Masturbieren zu Clop). Andererseits berichtete The Guardian, dass in der Brony-Community auf 4chan, Sex mit einer echten Person als negativ, und nicht zu cloppen als eine Form von Heuchelei angesehen wurde. Der beliebteste Charakter in My Little Pony-bezogener Pornografie ist Rainbow Dash, gefolgt von Rarity und Pinkie Pie.

## Demografie und Geografie
Internen Studien nach cloppen 19,05 % von Bronies, aber es wird angenommen, dass der wahre Anteil größer ist. Eine andere Studie von Pornhub zeigte, dass die meisten Teilnehmer Millennials im Alter von 16 bis 24 Jahren sind und, dass Männer mit 37 % höherer Wahrscheinlichkeit nach My Little Pony-bezogener Pornografie suchen als Frauen.
Während sich der Großteil des My Little Pony-Fandoms in den Vereinigten Staaten und dem Vereinigten Königreich befindet, wird die meiste My Little Pony-bezogene Pornografie im slawischen Europa angesehen, mit Belarus, Russland, Ukraine und Tschechien als Top-4.

## Rezeption
Baltimore Sun-Journalistin Gianna Decarlo denunzierte erotische Kunst als eines der Probleme des My Little Pony-Fandoms, da es eine „unaufhaltsame Kraft der sexuellen Abweichung“ geworden sei und dass „nicht einmal eine einfache Google-Suche sicher“ sei. EJ Dickson von Daily Dot schrieb, dass die Genießer der erotischen Kunst „schwarze Schafe in der Community“ seien, also der Rest des Brony-Fandoms fürchte, dass Clopper das ganze Fandom in Misskredit bringen würde.